# THE BEST OF DETECTIVE CONAN ～The Movie Themes Collection～
《THE BEST OF DETECTIVE CONAN ～The Movie Themes Collection～》（日语：THE BEST OF DETECTIVE CONAN 〜The Movie Themes Collection〜）是改编自日本漫画家青山刚昌原作《名侦探柯南》的劇場版主题曲曲集。

## 專輯概述
- 此專輯为纪念動畫《名偵探柯南》播映10周年而发布的第3張「名侦探柯南系列音乐作品集」。
- 与未收录非Being歌手演唱曲目的《THE BEST OF DETECTIVE CONAN ～名偵探柯南 主題曲集～》不同，本作也收录非Being歌手杏子（Office Augusta（日语：オフィスオーガスタ）所属）的《Happy Birthday》。
- 《Happy Birthday》僅收錄在此專輯，而其他所有曲目均有被收录在前两张作品以及之后的唱片专辑中。

## 收录曲目
| 曲序 | 曲目                                        |            | 作曲       | 编曲                                | 歌手     | 时长 |
| ---- | ------------------------------------------- | ---------- | ---------- | ----------------------------------- | -------- | ---- |
| 1.   | 唯一絕不動搖的東西 （ゆるぎないものひとつ）                     | 稻葉浩志   | 松本孝弘   | 松本孝弘 稻葉浩志 德永曉人          | B'z      | 4:37 |
| 2.   | 宛如等待夏日的风帆 （夏を待つセイル(帆)のように）                     | 坂井泉水   | 大野愛果   | 葉山たけし                          | ZARD     | 4:33 |
| 3.   | Dream×Dream                                 | 愛内里菜   | 德永曉人   | corin.                              | 愛内里菜 | 5:18 |
| 4.   | Time after time ～在落花紛飛的街道上～ （Time after time〜花舞う街で〜） | 倉木麻衣   | 大野愛果   | Cybersound                          | 倉木麻衣 | 4:03 |
| 5.   | Everlasting                                 | 稻葉浩志   | 松本孝弘   | 松本孝弘 稲葉浩志 池田大介 德永曉人 | B'z      | 3:42 |
| 6.   | always                                      | 倉木麻衣   | 大野愛果   | Cybersound                          | 倉木麻衣 | 4:09 |
| 7.   | 因為有你 （あなたがいるから）                               | 小松未步   | 小松未步   | 池田大介                            | 小松未步 | 4:37 |
| 8.   | ONE                                         | 稻葉浩志   | 松本孝弘   | 松本孝弘 稻葉浩志                   | B'z      | 4:09 |
| 9.   | 仿佛回到少女時代 （少女の頃に戻ったみたいに）                       | 坂井泉水   | 大野愛果   | 池田大介                            | ZARD     | 5:10 |
| 10.  | Happy Birthday                              | スガシカオ | スガシカオ | スガシカオ、間宮工                  | 杏子     | 4:44 |

## 註解
1. ↑  劇場版M10《名偵探柯南：偵探們的鎮魂歌》（2006年）主題曲
2. ↑  劇場版M9《名侦探柯南：水平线上的阴谋》（2005年）主題曲
3. ↑  劇場版M8《名偵探柯南：銀翼的奇術師》（2004年）主題曲
4. ↑  劇場版M7《名偵探柯南：迷宮的十字路》（2003年）主題曲
5. ↑  劇場版M6《名偵探柯南：貝克街的亡靈》（2002年）主題曲
6. ↑  劇場版M5《名偵探柯南：往天國的倒數計時》（2001年）主題曲
7. ↑  劇場版M4《名偵探柯南：瞳孔中的暗殺者》（2000年）主題曲
8. ↑  劇場版M3《名侦探柯南：世纪末的魔术师》（1999年）主題曲
9. ↑  劇場版M2《名偵探柯南：第十四號獵物》（1998年）主題曲
10. ↑  劇場版M1《名偵探柯南：引爆摩天樓》（1997年）主題曲